# بيير جانسين (لاعب كرة قدم)
بيير جانسين هو لاعب كرة قدم ومدرب كرة قدم بلجيكي، ولد في 9 سبتمبر 1956 في بري في بلجيكا. شارك مع منتخب بلجيكا لكرة القدم. أما مع النوادي، فقد لعب مع نادي جينك ونادي رويال أندرلخت ونادي لوكيرين ونادي واترشاي ثور.

## وصلات خارجية
- بيير جانسين على موقع الاتحاد الأوربي (الإنجليزية)
- بيير جانسين على موقع الاتحاد البلجيكي (الإنجليزية)
- بيير جانسين على موقع قاعدة بيانات كرة القدم.إي يو (الإنجليزية)
- بيير جانسين على موقع ناشيونال فوتبول تيمز (الإنجليزية)
- بيير جانسين على موقع Soccerway.com (الإنجليزية)